# Cessna A-37 Dragonfly
Il Cessna A-37 Dragonfly è un aereo da attacco al suolo leggero biposto, bimotore a getto, prodotto dall'azienda statunitense Cessna Aircraft Company negli anni sessanta.
Sviluppato dall'addestratore T-37 Tweet, venne utilizzato in combattimento durante la guerra del Vietnam dall'United States Air Force e dalla sudvietnamita Không Quân Việt Nam e rimane ancora in servizio operativo in alcune forze aeree mondiali.

## Storia del progetto
Il crescente coinvolgimento statunitense nelle vicende belliche del Vietnam nei primi anni sessanta produsse un forte interesse verso una particolare tipologia di velivolo, un aereo da attacco al suolo specializzato in controguerriglia (COIN dall'inglese COunter-INsurgency). Verso la fine del 1962, lo Special Air Warfare Center della United States Air Force basato presso la Eglin Air Force Base, Hurlburt Field in Florida, decise di valutare due esemplari di T-37C per questo ruolo.
Nelle prove che ne derivarono la commissione esaminatrice USAF giudicò il T-37 promettente, richiedendo tuttavia alla Cessna lo sviluppo di un modello derivato che fosse in grado di trasportare un carico bellico nettamente superiore, dotato di un'autonomia considerevolmente aumentata e migliori prestazioni nel volo a bassa quota. Un modello con queste caratteristiche sarebbe stato necessariamente più pesante e, di conseguenza, era necessario dotarlo di una coppia di motori a reazione dalla maggior spinta. Visionato i progetti preliminari, nel 1963 l'USAF stipulò con l'azienda un contratto per la fornitura di due prototipi, identificati come YAT-37D, che rispetto ai T-37 di serie presentavano le seguenti modifiche:
- struttura alare rinforzata.
- tre piloni subalari per ciascuna semiala.
- grandi serbatoi di combustibile della capacità di 360 L (95 US gal) posizionati alle estremità alari.
- una mitragliatrice a canne rotanti General Electric GAU-2B/A "Minigun" calibro 7,62 mm con una cadenza di tiro di 3 000 colpi al minuto e 1 500 giri/min per il riarmo. L'arma era posizionata nel lato destro nel naso dietro un opportunamente largo pannello d'accesso ed era equipaggiata da un mirino e dotato di fotomitragliatrice.
- avionica migliorata per le comunicazioni sul campo di battaglia, la navigazione e l'acquisizione di bersagli.
- un carrello d'atterraggio irrobustito per operare da terreni non preparati.

Tutte queste modifiche andarono ad aumentare drasticamente il peso del modello il quale era destinato a trasportare un altrettanto significativo carico utile, per cui la Cessna ritenne necessario raddoppiare la spinta disponibile sostituendo gli originali Continental J-69 con due turbogetto General Electric J85-J2/5 in grado di fornire 10,7 kN (2 400 lbf) ciascuno.
Il primo YAT-37D venne portato in volo per la prima volta nell'ottobre 1964, seguito un anno più tardi dal secondo prototipo. Quest'ultimo introduceva un quarto pilone subalare per lato, soluzione ritenuta più soddisfacente ed adottata in seguito anche dal primo esemplare.
I test risultarono pienamente soddisfacenti, tuttavia l'iniziale interesse USAF per un velivolo COIN era venuto per il momento a mancare. Il programma subì quindi un arresto ed il secondo prototipo venne destinato ad essere esposto al National Museum of the United States Air Force presso la Wright-Patterson Air Force Base in Ohio.
La guerra nel teatro del sudest asiatico, tuttavia, continuava ad evolversi. La perdite di Douglas A-1 Skyraider nelle forze aeree statunitense e sudvietamita si rivelarono più pesanti del previsto e la necessità di trovare un adeguato rimpiazzo riaccesero l'interesse USAF per un aereo COIN. Lo YAT-37D sembrava il candidato più idoneo per questo compito, tuttavia l'Air Force ritenne che l'unico modo per esserne certi fosse quello di valutare l'aereo in combattimento.
Come risultato l'USAF sottoscrisse un contratto con la Cessna per un primo lotto consistente in 39 YAT-37D di preproduzione, che introducendo alcune piccole modifiche rispetto ai prototipi, era possibile ricavare dalla conversione di T-37B già prodotti. Questi esemplari vennero inizialmente identificati come AT-37D, ma la designazione venne velocemente cambiata in A-37A. Il secondo prototipo YAT-37D venne quindi reintegrato e inviato dall'Air Force Museum alla Cessna per essere aggiornato allo standard A-37A come parte di un programma di prove.
L'A-37A era caratterizzato da un peso a pieno carico al decollo di 5 440 kg (12 000 lb) dei quali 1 230 kg (2 700 lb) consistevano in armamenti, e manteneva il doppio comando del precedente T-37B così da poterlo impiegare anche come addestratore avanzato.
Nelle missioni di "forward air control (FAC)" l'equipaggio era composto da due persone, con il secondo posto occupato da un osservatore, mentre nelle missioni di supporto aereo ravvicinato era normalmente condotto dal solo pilota, cosa che permetteva anche un lieve incremento del carico bellico.

## Versioni
YAT-37D
due prototipi di T-37C da addestramento convertiti per operazioni COIN con due motori J-85-GE e sei piloni subalari come prototipi per la serie A-37, ridesignata YA-37A.
YA-37A
redisegnazione dei due prototipi YAT-37D.
A-37A
(Cessna Model 318D) sviluppo del T-37B eauipaggiato con due motori J-85-GE-5, una mitragliatrice multicanna calibro 7,62 mm nel naso e otto piloni subalari, 39 conversioni.
A-37B
(Cessna Model 318E) versione di produzione in serie equipaggiata con una coppia di motori J-85-GE-17A, caratterizzato dall'impianto per il rifornimento in volo, una maggiore capacità di combustibile e cellula rafforzata, realizzata in 577 esemplari.
OA-37B
versione da osservazione armata, sviluppata durante la guerra del Vietnam e che sostituì gli anziani O-2A Skymaster nei primi anni ottanta. Rimase in servizio con l'Air National Guard e le unità dell'Air Force Reserve come velivolo da osservazione fino alla fine degli anni ottanta.

## Utilizzatori

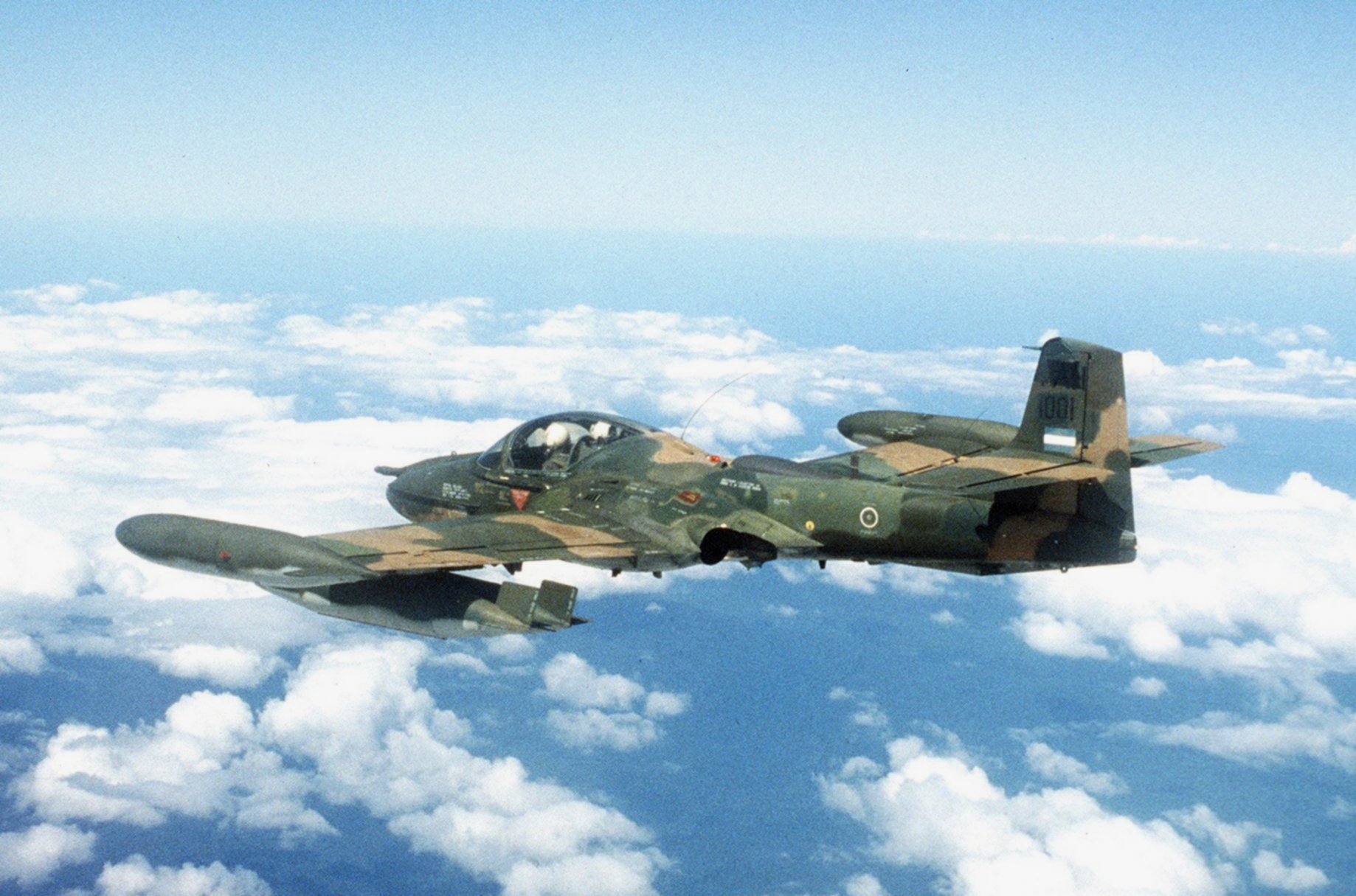
Un A-37 Dragonfly della Fuerza Aérea Hondureña durante le manovre combinate tra USA ed Honduras nel 1983.

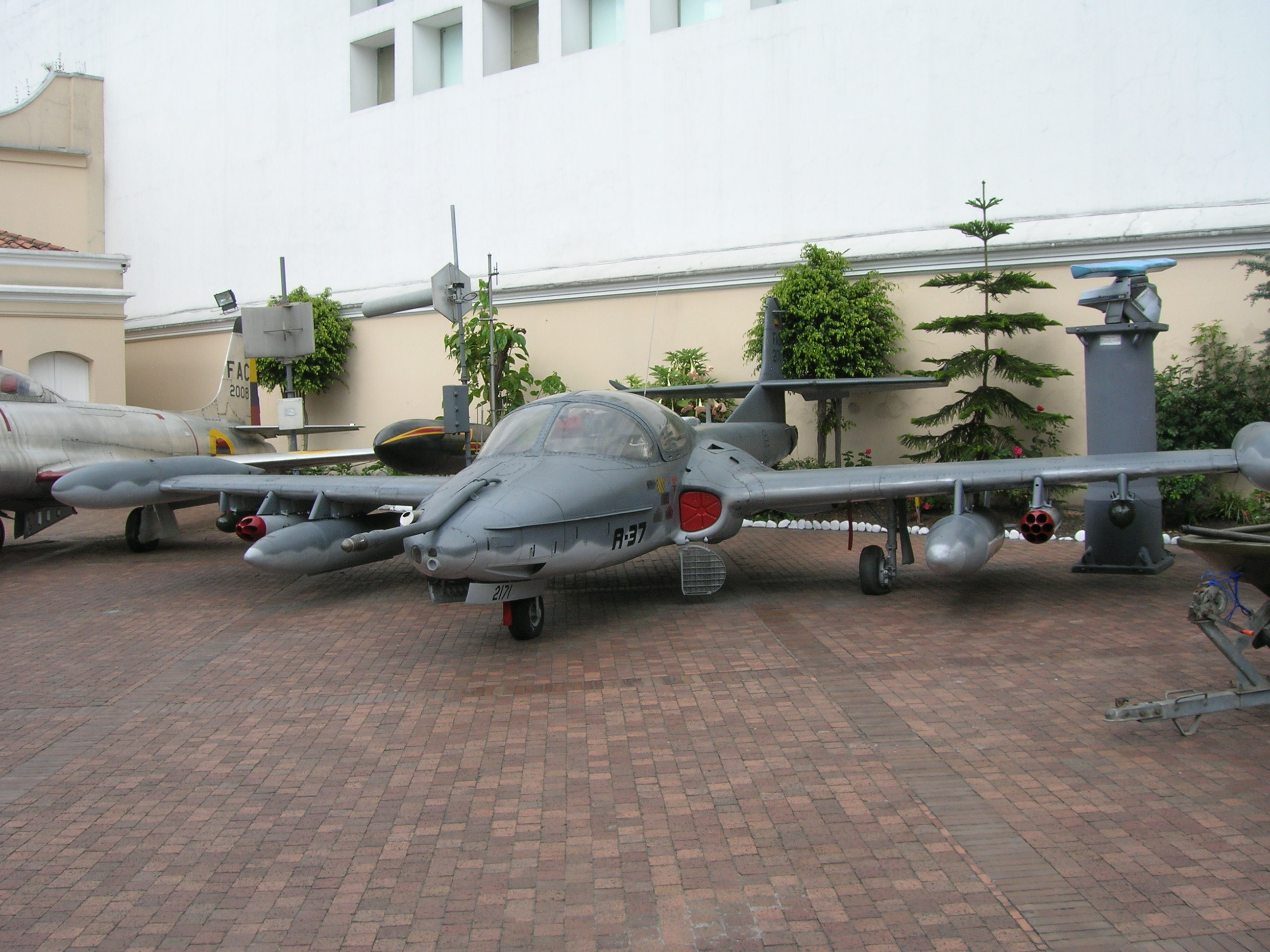
L'A-37 nella livrea Fuerza Aérea Colombiana in esposizione nel museo militare di Bogotà.

Cile
- Fuerza Aérea de Chile

44 esemplari consegnati. 10 esemplari sono stati ceduti alla Fuerza Aérea Salvadoreña nel 2013.
 Colombia
- Fuerza Aérea Colombiana

72 OA/A-37B acquistati e ritirati nel 2020.
 Rep. Dominicana
- Fuerza Aérea Dominicana

operò con 8 esemplari, tutti fuori servizio dal marzo 2001 per raggiunti limiti di vita operativa o per incidenti.
 Ecuador
- Fuerza Aérea Ecuatoriana

 El Salvador
- Fuerza Aérea Salvadoreña

40 tra A-37B e OA-37B consegnati, 10 dei quali sono esemplari ex Fuerza Aérea de Chile acquistati nel 2013.
 Guatemala
- Fuerza Aérea Guatemalteca

11 A-37B consegnati. 3 esemplari in organico all'aprile 2021, ma molto probabilmente non in grado di volare.
 Honduras
- Fuerza Aérea Hondureña

17 A-37B consegnati, 5 in servizio all'agosto 2021.
 Perù
- Fuerza Aérea del Perú

36 consegnati nel 1975-1977, ai quali si sono aggiunti altri 17 esemplari ex USAF tra il 1992 e il 2002. Di queste macchine 10 sono state ammodernate nel 2002 e le altre ritirate, mentre altre 8 sono state cedute dalla Corea del Sud nel febbraio 2010.
 Stati Uniti
- United States Air Force

 Uruguay
- Fuerza Aérea Uruguaya

8 A-37B di nuova costruzione ricevuti tra il 1976 e il 1977, seguiti da ulteriori 8 A-37B usati nel 1987.
 Vietnam del Sud
- Không lực Việt Nam Cộng hòa